# Joe (computerspel)
Joe  is een videospel dat werd uitgegeven door CP Verlag. Het spel kwam in 1988 uit voor de Commodore 64. Het platformspel is singleplayer en heeft een 3D perspectief in de derde persoon. Het spel werd geprogrammeerd door Ronald Mayer.